# Moussa Sow
Moussa Sow (Mantes-la-Jolie, 19 gennaio 1986) è un dirigente sportivo ed ex calciatore francese naturalizzato senegalese, di ruolo attaccante, direttore sportivo del Gostivar.
Nella stagione 2010-2011 è stato capocannoniere del campionato francese.

## Carriera

### Club

#### Francia

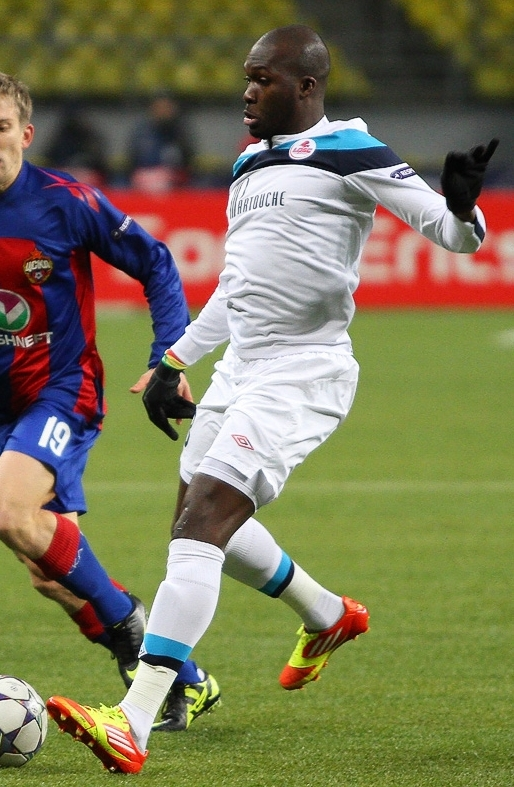
Sow in azione con il Lilla nel 2011

Nato da genitori senegalesi e cresciuto nel quartiere di Val Fourré di Mantes-la-Jolie, a dieci anni entra nelle giovanili della locale squadra di calcio. Dopo alcune prestazioni di qualità, nel 2003, a 17 anni, entra nel vivaio del Rennes, dove si laurea campione di Francia nel campionato delle squadre riserve giocando con Yoann Gourcuff, Jacques Faty e Jimmy Briand. Esordisce in prima squadra nel gennaio 2006, realizzando una doppietta nei trentaduesimi di Coppa di Francia contro l'USC Corte (il Rennes si fermerà in semifinale). Nel suo primo periodo al Rennes è impiegato sovente nelle partite di Coppa di Francia, ma anche in Coppa di Lega: segna un gol fuori casa contro il Lilla negli ottavi di finale della Coppa di Lega 2006-2007 (0-2). Nel 2007 rivince il titolo di campione di Francia con la squadra riserve del Rennes.
Nell'estate del 2007 passa in prestito al Sedan, dove è impiegato come attaccante di sinistra e con cui raggiunge la semifinale di Coppa di Francia.
Tornato al Rennes nell'estate del 2008, guadagna una certa fiducia da Guy Lacombe, affermandosi come uno dei giocatori importanti della rosa. Il 21 aprile 2009 segna il gol decisivo per la vittoria in semifinale di Coppa di Francia contro il Grenoble. Con 13 gol in tutte le competizioni, sarà il capocannoniere stagionale della squadra bretone. Nella stagione 2009-2010, a causa della concorrenza di Asamoah Gyan e Ismaël Bangoura, rientrato al Rennes, Sow diviene di fatto la terza scelta del nuovo tecnico Frédéric Antonetti e gioca solo 24 partite, di cui solo 9 da titolare (3 i gol in campionato).
Il 28 giugno 2010, in scadenza di contratto, decide di firmare un triennale con il Lilla. Al debutto segna subito il suo primo gol con la nuova maglia contro la sua ex squadra, il Rennes (1-1). Conclude la stagione 2010-2011 con 25 gol e oltre a contribuire alla vittoria del campionato ne diventa anche capocannoniere. Nella stagione 2011-2012 segna 3 gol in Champions League contro CSKA Mosca (2) e Trabzonspor e 6 gol in 18 presenze di campionato. Conclude la sua esperienza francese segnando 36 gol in 75 partite con la maglia del Lille Olympique Sporting Club Lille Métropole

#### Fenerbahçe

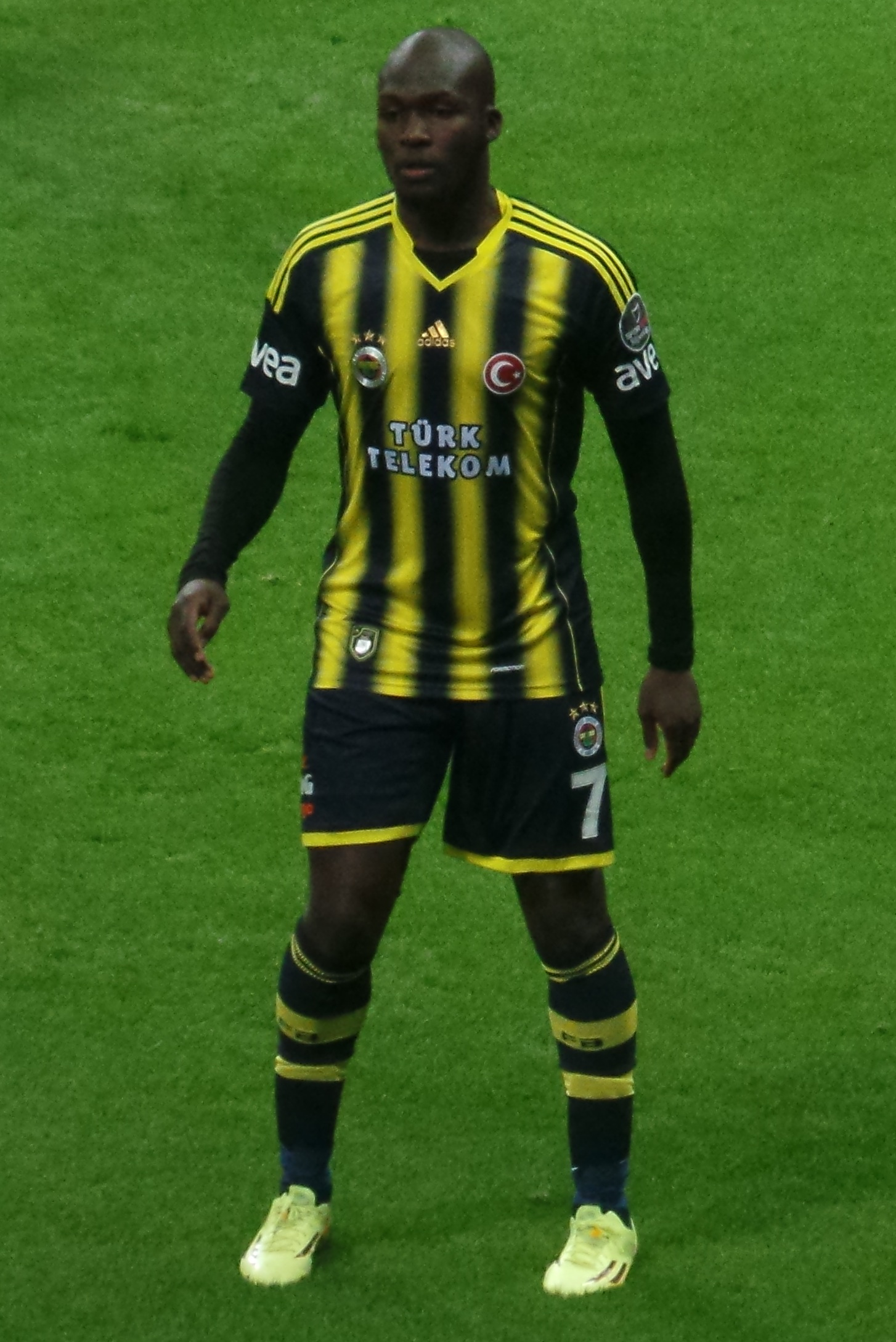
Sow al Fenerbahçe nel 2014

Il 27 gennaio 2012, dopo essere stato anche seguito dall'Inter, si trasferisce in Turchia al Fenerbahçe per 14,6 milioni con cui firma un contratto valido fino al 30 giugno 2016. Il 5 febbraio 2012 al debutto con la nuova maglia si rende subito decisivo realizzando il gol del definitivo 2 a 0 nei confronti del Beşiktaş. Il 17 marzo 2012 realizza il suo quinto gol in campionato con una girata durante il classico turco contro il Galatasaray (2-2). Realizza anche altre reti fondamentali, tra cui la rete del 2-2 in coppa durante i minuti di recupero (partita vinta poi ai rigori dal Fenerbahçe) e la rete del 2-0 contro il Trabzonspor durante i play-off validi per il titolo di campione di Turchia. Conclude la stagione con 8 gol in 14 partite e contribuisce alla vittoria della Coppa di Turchia.
Parte bene anche nella seconda stagione turca. Il franco-senegalese viene poi inserito nella lista dei 10 finalisti del FIFA Puskás Award, al quale viene candidato per il gol in rovesciata realizzato durante la stagione precedente nel derby contro il Galatasaray. Il 18 novembre 2012 realizza l'ennesimo gol di rovesciata, questa volta ai danni dell'Eskişehirspor, tanto da essere soprannominato da alcuni giornalisti il re delle rovesciate. Il 13 marzo 2013 segna due gol al Beşiktaş, poi un gol al Bursaspor e uno all'Antalyaspor. Il 22 maggio segna il gol con cui il Fenerbahçe batte il Trabzonspor e si aggiudica la Coppa di Turchia, la seconda consecutiva per il club. Conclude la stagione 2012-2013 con un bottino di 13 reti in 22 presenze in campionato (chiuso al secondo posto) e 3 reti in UEFA Europa League.
Nell'annata seguente esordisce ad agosto, nel terzo turno preliminare di UEFA Champions League contro il Salisburgo: dopo l'1-1 dell'andata in Austria, nella partita di ritorno realizza il secondo gol dei suoi, che si impongono per 3-1, e fornisce l'assist per il terzo gol di Pierre Webó. Il 21 settembre 2013 segna la prima tripletta con la maglia del Fenerbahçe, nella partita vinta per 4-0 contro l'Elazığspor. Come nella stagione precedente, l'inizio di stagione di Sow è tuttavia molto complicato: a secco nel turno di play-off di Champions League contro l'Arsenal (vittorioso per 0-3 in trasferta e per 2-0 all'Emirates), il franco-senegalese non va a segno neanche nelle prime due giornate del campionato. Chiuso da Webó ed Emenike, vede ridursi sempre di più i suoi spazi e soffre i rigidi metodi di allenamento di Ersun Yanal. A ciò si aggiungolo le limitazioni imposte dalla federcalcio turca, che prescrive di schierare al più dieci stranieri in ogni squadra, di cui sei in campo o panchina e quattro in tribuna. Il rapporto tra Sow e l'allenatore si deteriora: dopo un messaggio di amarezza pubblicato dal giocatore su Twitter, il tecnico decide di tenere l'attaccante fuori squadra per la quarta giornata, contro il Kasımpaşa, anche se i due paiono riappacificarsi alla quinta giornata, quando Sow riabbraccia l'allenatore pubblicamente. In due stagioni, dal 2013 al 2015, Sow assomma altre 63 presenze in campionato con i canarini gialli, con 29 reti segnate.

#### Al-Ahli Dubai e prestiti a Fenerbahçe e Bursaspor
Il 28 agosto 2015, dopo un gol in 2 presenze in Süper Lig con la squadra turca, si trasferisce a titolo definitivo negli Emirati Arabi Uniti, all'Shabab Al-Ahli, per 17 milioni di euro. Con 13 gol in 24 partite contribuisce alla vittoria del titolo emiratino.
Nell'estate del 2016 torna in prestito al Fenerbahçe, dove fa coppia in attacco con Robin van Persie. Il 27 novembre segna una tripletta contro il Çaykur Rizespor (5-1). In UEFA Europa League segna un gol in acrobazia contro il Manchester Utd. Alla fine saranno 12 i gol in campionato in 24 presenze.
Rientrato all'Al-Ahli, segna un gol in 8 presenze in campionato, ma il 13 gennaio 2018 passa al Bursaspor in prestito. Segna 4 gol in 11 presenze in Süper Lig.

#### Altre esperienze turche
Nel gennaio 2019 si accorda con il Gaziantep BB, squadra della seconda divisione turca con cui firma un contratto di un anno e mezzo. Sigla 4 gol in 15 presenze in campionato, ottenendo la promozione in Süper Lig tramite i play-off. Non avendo collezionato presenze in massima serie, il 3 ottobre 2019 si svincola dal club.
Il 28 agosto 2020 firma per l'Ümraniyespor, squadra della seconda divisione turca con cui disputa una stagione prima di svincolarsi.

### Nazionale
Dopo aver rappresentato le nazionali giovanili francesi, ha optato per rappresentare il Senegal.
Il 12 agosto 2009 debutta con la nazionale senegalese nella partita amichevole vinta per 2-1 contro la Rep. Democratica del Congo. Segna il suo primo gol in nazionale il 5 settembre 2010, durante le qualificazioni alla Coppa d'Africa 2012 contro la Rep. Democratica del Congo (partita vinta per 4-2). È convocato alla Coppa d'Africa 2012, dove mette a segno un gol nella partita persa per 2-1 contro i padroni di casa della Guinea Equatoriale.
Fa parte anche della spedizione senegalese alla Coppa d'Africa 2015, dove realizza il gol vittoria allo scadere nella prima partita contro il Ghana, regalando così i primi tre punti alla propria nazionale, e alla Coppa d'Africa 2017.
È convocato per il Mondiale di Russia 2018, in cui non gioca nessuna delle tre partite del Senegal, eliminato al primo turno.
Il 1º agosto 2018 lascia la nazionale.

## Statistiche

### Presenze e reti nei club
Statistiche aggiornate al 5 settembre 2017.
| Stagione          | Squadra           | Campionato        | Campionato | Campionato | Coppe nazionali | Coppe nazionali | Coppe nazionali | Coppe europee | Coppe europee | Coppe europee | Altre coppe | Altre coppe | Altre coppe | Totale | Totale |
| Stagione          | Squadra           | Comp              | Pres       | Reti       | Comp            | Pres            | Reti            | Comp          | Pres          | Reti          | Comp        | Pres        | Reti        | Pres   | Reti   |
| ----------------- | ----------------- | ----------------- | ---------- | ---------- | --------------- | --------------- | --------------- | ------------- | ------------- | ------------- | ----------- | ----------- | ----------- | ------ | ------ |
| 2004-2005         | Rennes            | L1                | 3          | 0          | CF+CdL          | 0+1             | 0+0             |               |               |               |             |             |             | 4      | 0      |
| 2005-2006         | Rennes            | L1                | 7          | 0          | CF+CdL          | 3+0             | 2+0             | CU            | 2             | 0             |             |             |             | 12     | 2      |
| 2006-2007         | Rennes            | L1                | 14         | 0          | CF+CdL          | 1+1             | 0+1             |               |               |               |             |             |             | 16     | 1      |
| ago.-set. 2007    | Rennes            | L1                | 2          | 0          |                 |                 |                 |               |               |               |             |             |             | 2      | 0      |
| set.2007-2008     | Sedan             | L2                | 30         | 6          | CF+CdL          | 7+0             | 4+0             |               |               |               |             |             |             | 37     | 10     |
| 2008-2009         | Rennes            | L1                | 32         | 9          | CF+CdL          | 6+2             | 2+1             | CU            | 5             | 1             |             |             |             | 45     | 13     |
| 2009-2010         | Rennes            | L1                | 24         | 3          | CF+CdL          | 2+0             | 2+0             |               |               |               |             |             |             | 26     | 5      |
| Totale Rennes     | Totale Rennes     | Totale Rennes     | 82         | 12         |                 | 16              | 8               |               | 7             | 1             |             |             |             | 105    | 21     |
| 2010-2011         | Lille             | L1                | 36         | 25         | CF+CdL          | 5+2             | 0+0             | UEL           | 8             | 1             | -           | -           | -           | 51     | 26     |
| 2011-gen. 2012    | Lille             | L1                | 18         | 6          | CF+CdL          | 0+0             | 0+0             | UCL           | 6             | 3             | SF          | 1           | 1           | 25     | 10     |
| Totale Lille      | Totale Lille      | Totale Lille      | 54         | 31         |                 | 7               | 0               |               | 13            | 4             |             | 1           | 1           | 75     | 36     |
| gen.-giu. 2012    | Fenerbahçe        | SL                | 12         | 7          | CT              | 2               | 1               |               |               |               |             |             |             | 14     | 8      |
| 2012-2013         | Fenerbahçe        | SL                | 31         | 15         | CT              | 5               | 1               | UCL+UEL       | 4+12          | 2+1           | ST          | 1           | 0           | 53     | 19     |
| 2013-2014         | Fenerbahçe        | SL                | 30         | 15         | CT              | 0               | 0               | UCL           | 4             | 1             | ST          | 1           | 0           | 33     | 16     |
| 2014-2015         | Fenerbahçe        | SL                | 33         | 14         | CT              | 6               | 2               |               |               |               | ST          | 1           | 0           | 40     | 16     |
| ago. 2015         | Fenerbahçe        | SL                | 2          | 1          | CT              |                 |                 | UCL+UEL       | 2+1           | 0             |             |             |             | 5      | 1      |
| 2015-2016         | Al-Ahli           | AGL               | 24         | 13         | CEA             | 6               | 3               | -             | -             | -             | -           | -           | -           | 30     | 16     |
| 2016-2017         | Fenerbahçe        | SL                | 25         | 12         | CT              | 5               | 1               | UEL           | 7             | 2             |             |             |             | 37     | 15     |
| Totale Fenerbahçe | Totale Fenerbahçe | Totale Fenerbahçe | 133        | 65         |                 | 18              | 5               |               | 30            | 6             |             | 3           | 0           | 186    | 76     |
| 2017-gen.2018     | Al-Ahli           | AGL               | 8          | 1          | CEA             | 0               | 0               | -             | -             | -             | -           | -           | -           | 8      | 1      |
| Totale Al-Ahli    | Totale Al-Ahli    | Totale Al-Ahli    | 32         | 14         |                 | 6               | 3               |               | -             | -             |             | -           | -           | 38     | 17     |
| gen.-giu.2018     | Bursaspor         | SL                | 11         | 4          | CT              | 1               | 0               | -             | -             | -             | -           | -           | -           | 12     | 4      |
| 2018-2019         | Gaziantepspor     | T1L               | 13+2       | 4          | CT              | 0               | 0               | -             | -             | -             | -           | -           | -           | 15     | 4      |
| 2020-2021         | Ümraniyespor      | T1L               | 13         | 3          | CT              | 1               | 0               | -             | -             | -             | -           | -           | -           | 14     | 3      |
| Totale            | Totale            | Totale            | 370        | 139        |                 | 56              | 20              |               | 50            | 11            |             | 4           | 1           | 480    | 171    |

### Cronologia presenze e reti in nazionale
| Cronologia completa delle presenze e delle reti in nazionale ― Senegal | Cronologia completa delle presenze e delle reti in nazionale ― Senegal | Cronologia completa delle presenze e delle reti in nazionale ― Senegal | Cronologia completa delle presenze e delle reti in nazionale ― Senegal | Cronologia completa delle presenze e delle reti in nazionale ― Senegal | Cronologia completa delle presenze e delle reti in nazionale ― Senegal | Cronologia completa delle presenze e delle reti in nazionale ― Senegal | Cronologia completa delle presenze e delle reti in nazionale ― Senegal |
| Data                                                                   | Città                                                                  | In casa                                                                | Risultato                                                              | Ospiti                                                                 | Competizione                                                           | Reti                                                                   | Note                                                                   |
| ---------------------------------------------------------------------- | ---------------------------------------------------------------------- | ---------------------------------------------------------------------- | ---------------------------------------------------------------------- | ---------------------------------------------------------------------- | ---------------------------------------------------------------------- | ---------------------------------------------------------------------- | ---------------------------------------------------------------------- |
| 12-8-2009                                                              | Kinshasa                                                               | RD del Congo                                                           | 1 – 2                                                                  | Senegal                                                                | Amichevole                                                             | -                                                                      |                                                                        |
| 5-9-2009                                                               | Cabinda                                                                | Angola                                                                 | 1 – 1                                                                  | Senegal                                                                | Amichevole                                                             | -                                                                      | 90’                                                                    |
| 14-10-2009                                                             | Seul                                                                   | Corea del Sud                                                          | 2 – 0                                                                  | Senegal                                                                | Amichevole                                                             | -                                                                      |                                                                        |
| 3-3-2010                                                               | Atene                                                                  | Grecia                                                                 | 0 – 2                                                                  | Senegal                                                                | Amichevole                                                             | -                                                                      | 46’                                                                    |
| 27-5-2010                                                              | Aalborg                                                                | Danimarca                                                              | 2 – 0                                                                  | Senegal                                                                | Amichevole                                                             | -                                                                      | 58’                                                                    |
| 11-8-2010                                                              | Dakar                                                                  | Senegal                                                                | 1 – 0                                                                  | Capo Verde                                                             | Amichevole                                                             | -                                                                      | 46’                                                                    |
| 5-9-2010                                                               | Lubumbashi                                                             | RD del Congo                                                           | 2 – 4                                                                  | Senegal                                                                | Qual. Coppa d'Africa 2012                                              | 1                                                                      |                                                                        |
| 9-10-2010                                                              | Dakar                                                                  | Senegal                                                                | 7 – 0                                                                  | Mauritius                                                              | Qual. Coppa d'Africa 2012                                              | 1                                                                      |                                                                        |
| 9-2-2011                                                               | Dakar                                                                  | Senegal                                                                | 3 – 0                                                                  | Guinea                                                                 | Amichevole                                                             | 1                                                                      |                                                                        |
| 26-3-2011                                                              | Dakar                                                                  | Senegal                                                                | 1 – 0                                                                  | Camerun                                                                | Qual. Coppa d'Africa 2012                                              | -                                                                      |                                                                        |
| 4-6-2011                                                               | Garoua                                                                 | Camerun                                                                | 0 – 0                                                                  | Senegal                                                                | Qual. Coppa d'Africa 2012                                              | -                                                                      |                                                                        |
| 10-8-2011                                                              | Dakar                                                                  | Senegal                                                                | 0 – 2                                                                  | Marocco                                                                | Amichevole                                                             | -                                                                      |                                                                        |
| 3-9-2011                                                               | Dakar                                                                  | Senegal                                                                | 2 – 0                                                                  | RD del Congo                                                           | Qual. Coppa d'Africa 2012                                              | 2                                                                      |                                                                        |
| 12-1-2012                                                              | Dakar                                                                  | Senegal                                                                | 1 – 0                                                                  | Sudan                                                                  | Amichevole                                                             | -                                                                      |                                                                        |
| 15-1-2012                                                              | Dakar                                                                  | Senegal                                                                | 1 – 0                                                                  | Kenya                                                                  | Amichevole                                                             | -                                                                      |                                                                        |
| 21-1-2012                                                              | Bata                                                                   | Senegal                                                                | 1 – 2                                                                  | Zambia                                                                 | Coppa d'Africa 2012 - 1º turno                                         | -                                                                      |                                                                        |
| 25-1-2012                                                              | Bata                                                                   | Guinea Equatoriale                                                     | 2 – 1                                                                  | Senegal                                                                | Coppa d'Africa 2012 - 1º turno                                         | 1                                                                      |                                                                        |
| 29-1-2012                                                              | Bata                                                                   | Libia                                                                  | 2 – 1                                                                  | Senegal                                                                | Coppa d'Africa 2012 - 1º turno                                         | -                                                                      |                                                                        |
| 13-10-2012                                                             | Dakar                                                                  | Senegal                                                                | 0 – 2                                                                  | Costa d'Avorio                                                         | Qual. Coppa d'Africa 2013                                              | -                                                                      |                                                                        |
| 5-2-2013                                                               | Saint-Leu-la-Forêt                                                     | Senegal                                                                | 1 – 1                                                                  | Guinea                                                                 | Amichevole                                                             | 1                                                                      |                                                                        |
| 23-3-2013                                                              | Conakry                                                                | Senegal                                                                | 1 – 1                                                                  | Angola                                                                 | Qual. Mondiali 2014                                                    | 1                                                                      | 67’                                                                    |
| 8-6-2013                                                               | Luanda                                                                 | Angola                                                                 | 1 – 1                                                                  | Senegal                                                                | Qual. Mondiali 2014                                                    | -                                                                      |                                                                        |
| 16-6-2013                                                              | Monrovia                                                               | Liberia                                                                | 0 – 2                                                                  | Senegal                                                                | Qual. Mondiali 2014                                                    | -                                                                      |                                                                        |
| 14-8-2013                                                              | Saint-Leu-la-Forêt                                                     | Zambia                                                                 | 1 – 1                                                                  | Senegal                                                                | Amichevole                                                             | -                                                                      |                                                                        |
| 7-9-2013                                                               | Dakar                                                                  | Senegal                                                                | 1 – 0                                                                  | Uganda                                                                 | Qual. Mondiali 2014                                                    | -                                                                      |                                                                        |
| 12-10-2013                                                             | Abidjan                                                                | Costa d'Avorio                                                         | 3 – 1                                                                  | Senegal                                                                | Qual. Mondiali 2014                                                    | -                                                                      |                                                                        |
| 16-9-2013                                                              | Casablanca                                                             | Senegal                                                                | 1 – 1                                                                  | Costa d'Avorio                                                         | Qual. Mondiali 2014                                                    | 1                                                                      |                                                                        |
| 5-3-2014                                                               | Saint-Leu-la-Forêt                                                     | Senegal                                                                | 1 – 1                                                                  | Mali                                                                   | Amichevole                                                             | -                                                                      |                                                                        |
| 21-5-2014                                                              | Ouagadougou                                                            | Burkina Faso                                                           | 1 – 1                                                                  | Senegal                                                                | Amichevole                                                             | -                                                                      |                                                                        |
| 5-9-2014                                                               | Dakar                                                                  | Senegal                                                                | 2 – 0                                                                  | Egitto                                                                 | Qual. Coppa d'Africa 2015                                              | -                                                                      |                                                                        |
| 10-10-2014                                                             | Dakar                                                                  | Senegal                                                                | 0 – 0                                                                  | Tunisia                                                                | Qual. Coppa d'Africa 2015                                              | -                                                                      |                                                                        |
| 19-11-2014                                                             | Dakar                                                                  | Senegal                                                                | 3 – 0                                                                  | Botswana                                                               | Qual. Coppa d'Africa 2015                                              | 1                                                                      |                                                                        |
| 9-1-2015                                                               | Casablanca                                                             | Senegal                                                                | 1 – 0                                                                  | Gabon                                                                  | Amichevole                                                             | 1                                                                      |                                                                        |
| 13-1-2015                                                              | Casablanca                                                             | Senegal                                                                | 5 – 2                                                                  | Guinea                                                                 | Amichevole                                                             | -                                                                      | 46’                                                                    |
| 19-1-2015                                                              | Mongomo                                                                | Ghana                                                                  | 1 – 2                                                                  | Senegal                                                                | Coppa d'Africa 2015 - 1º turno                                         | 1                                                                      | 79’                                                                    |
| 23-1-2015                                                              | Mongomo                                                                | Sudafrica                                                              | 1 – 1                                                                  | Senegal                                                                | Coppa d'Africa 2015 - 1º turno                                         | -                                                                      | 80’                                                                    |
| 28-3-2015                                                              | Le Havre                                                               | Senegal                                                                | 2 – 1                                                                  | Ghana                                                                  | Amichevole                                                             | -                                                                      | 46’                                                                    |
| 8-10-2016                                                              | Dakar                                                                  | Senegal                                                                | 2 – 0                                                                  | Capo Verde                                                             | Qual. Mondiali 2018                                                    | 1                                                                      | 76’                                                                    |
| 8-1-2017                                                               | Brazzaville                                                            | Libia                                                                  | 1 – 2                                                                  | Senegal                                                                | Amichevole                                                             | 1                                                                      | 63’                                                                    |
| 11-1-2017                                                              | Brazzaville                                                            | Rep. del Congo                                                         | 0 – 2                                                                  | Senegal                                                                | Amichevole                                                             | -                                                                      | 83’                                                                    |
| 19-1-2017                                                              | Franceville                                                            | Senegal                                                                | 2 – 0                                                                  | Zimbabwe                                                               | Coppa d'Africa 2017 - 1º turno                                         | -                                                                      | 62’                                                                    |
| 23-1-2017                                                              | Franceville                                                            | Senegal                                                                | 2 – 2                                                                  | Algeria                                                                | Coppa d'Africa 2017 - 1º turno                                         | 1                                                                      |                                                                        |
| 29-1-2017                                                              | Franceville                                                            | Senegal                                                                | 0 – 0 dts (4 – 5 dtr)                                                  | Camerun                                                                | Coppa d'Africa 2017 - Quarti di finale                                 | -                                                                      | 64’                                                                    |
| 23-3-2017                                                              | Londra                                                                 | Nigeria                                                                | 1 – 1                                                                  | Senegal                                                                | Amichevole                                                             | 1                                                                      | 70’                                                                    |
| 10-6-2017                                                              | Dakar                                                                  | Senegal                                                                | 3 – 0                                                                  | Guinea Equatoriale                                                     | Qual. Coppa d'Africa 2019                                              | 2                                                                      | 88’                                                                    |
| 2-9-2017                                                               | Dakar                                                                  | Senegal                                                                | 0 – 0                                                                  | Burkina Faso                                                           | Qual. Mondiali 2018                                                    | -                                                                      | 89’                                                                    |
| 5-9-2017                                                               | Ouagadougou                                                            | Burkina Faso                                                           | 2 – 2                                                                  | Senegal                                                                | Qual. Mondiali 2018                                                    | -                                                                      | 77’                                                                    |
| 14-11-2017                                                             | Dakar                                                                  | Senegal                                                                | 2 – 1                                                                  | Sudafrica                                                              | Qual. Mondiali 2018                                                    | -                                                                      |                                                                        |
| 27-3-2018                                                              | Dakar                                                                  | Senegal                                                                | 0 – 0                                                                  | Bosnia ed Erzegovina                                                   | Amichevole                                                             | -                                                                      | 66’                                                                    |
| 8-6-2018                                                               | Osijek                                                                 | Croazia                                                                | 2 – 1                                                                  | Senegal                                                                | Amichevole                                                             | -                                                                      | 86’                                                                    |
| Totale                                                                 |                                                                        | Presenze                                                               | 50                                                                     |                                                                        | Reti (6º posto)                                                        | 18                                                                     |                                                                        |

## Palmarès

### Club
- Campionato francese: 1

Lilla: 2010-2011
- Coppa di Francia: 1

Lilla: 2010-2011
- Coppa di Turchia: 2

Fenerbahçe: 2011-2012, 2012-2013
- Campionato turco: 1

Fenerbahçe: 2013-2014
- Supercoppa di Turchia: 1

Fenerbahçe: 2014

### Individuale
- Capocannonieri della Ligue 1: 1

2010-2011 (25 gol)
- Inserito nella squadra dell'anno della Ligue 1: 1

2010-2011